# 阿伦维厄尔
阿伦维厄尔（德語：Ahrenviöl）是德国石勒苏益格－荷尔斯泰因州的一个市镇。总面积10.11平方公里，总人口498人，其中男性249人，女性249人（2011年12月31日），人口密度49人/平方公里。